# 沖縄三越
株式会社沖縄三越(おきなわみつこし、英称：Okinawa Mitsukoshi Co., Ltd.)は、かつて沖縄県那覇市牧志に本店があった百貨店。
1957年（昭和32年）に大越百貨店として開業し、1970年（昭和45年）に沖縄三越と改称。2014年（平成26年）9月21日に閉店した。
三越（現：三越伊勢丹ホールディングス）と提携していたが、閉店後はリウボウ傘下に入り、株式会社リウボウ商事に商号変更した。

## 歴史・概要

### 創業から沖縄を代表する百貨店へ
大城組の創業者である大城鎌吉により1957年（昭和32年）6月4日に株式会社大越が設立され、同年8月に大越百貨店を開店したのが始まりである。
この創業は大城鎌吉の6男であった大城康秀とその友人であった学生達の発案によるものとされている。
創業に際しては沖縄出身で三越の重役であった瀬長良直に依頼して協力を仰ぐことで、百貨店事業のノウハウの欠如を補っており、当初から三越と緩やかな提携関係にあった。
1970年（昭和45年）4月4日に三越と資本・業務提携で合意して同年8月26日に三越が大越に対する外資導入免許証を取得し、同年10月10日に三越が25%を出資して沖縄三越に商号変更して正式に三越と資本・業務提携した百貨店となった。
沖縄山形屋やリウボウインダストリーと共に沖縄の小売業を代表する企業へ発展し、那覇市の中心市街地を代表する百貨店として親しまれた。
また、大城組などと共に「大扇会」を構成し、沖縄の有力な地場資本グループの一角を担っていた。
そのため、「大扇会」のグループ企業の那覇空港ターミナルが運営する那覇空港のターミナルビル内に出店したほか、1973年（昭和48年）には「大扇会」のグループ企業の首里観光がホテル日航グランドキャッスルを開業した際にその中に出店するなど「大扇会」の一員であることを生かして観光客向けの店舗も展開した。
1991年（平成3年）4月29日には新館を増築して本店の増床を図り、1993年（平成5年）2月期には売上高約119億円を上げた。

### 会社分割による再建
しかし、事業拡大に伴う過大な投資で総額約80億円の多額の負債を抱えて経営が行き詰まったため、沖縄県を代表する百貨店を再建したいとの考えで沖縄県内の経済界が支援に乗り出し、「新沖縄三越経営10カ年計画」を策定して事業再生を図ることになった。
そこで、沖縄銀行を中心とする沖縄県内地銀3行と沖縄公庫・農林中央金庫などの金融機関から約45億円の債権放棄を受け、負債整理を行う旧会社（初代・沖縄三越）から本業の百貨店事業を分離して「（2代目）沖縄三越」へ事業継承を行う会社分割による再建を目指した。
2004年（平成16年）3月1日に百貨店事業を継承した「（2代目）沖縄三越」には沖縄電力など沖縄県内41社から総額7億円の出資を得て資本増強を図った。
また、三越（現：三越伊勢丹ホールディングス）は約14%を出資して筆頭株主となると共に、社長を派遣して経営再建の中核を担う形となった。
この他にも取締役を送り込んだり、2014年（平成26年）9月までの10年間の期限付きで商号使用許諾契約を行うなど、三越（現：三越伊勢丹ホールディングス）から様々な支援も行われた。
会社分割後2度目となる2006年（平成18年）2月期決算で売上高が約86億5400万円で営業利益は約8500万円となり、経常損失も約4400万円と前年比で半減するなど一旦は経営再建を軌道に乗せ始めた。
こうした業績の改善を受けて事業拡大へ転じて初の郊外型食品店舗を出店することとし、2007年（平成19年）9月1日に沖縄県豊見城市の「豊崎ライフスタイルセンターTOMITON（とみとん）」内に「豊崎マイキッチン」を開店した。
この新店舗「豊崎マイキッチン」の経営は軌道に乗り、那覇空港の空港売店やホテルJALシティ那覇のJALコーチショップと共に当社の収益の柱となった。
その結果、リーマンショック前の好景気と相俟って2008年（平成20年）2月期には会社分割以降では最高の売上高約91億円を上げた。

### 再度の業績悪化から百貨店の閉店へ
ところが、2008年（平成20年）に発生したリーマン・ショック以降の世界的な経済危機などの影響も受けて業績が再び悪化し始め、若者向けや低価格指向といった市場環境の変化に合わせた営業戦略の転換に失敗したことや郊外型の大型店出店競争が激化したことによる都心部の買い物客の減少と相まって売上が減少基調をたどることになった。
この様な事業環境の急速な変化に際しては、社長を送り込むなど本業の百貨店事業の再建を三越側が主導する形をとったことが裏目に出て、地元の顧客に合わせた売り場づくりなどの販売戦略を取り難かったことも業績悪化に拍車をかけることになった。
その結果、2014年（平成26年）2月期には売上高約76億6765万円となり、2008年（平成20年）2月期から約16%も売り上げが落ち込むことになった。
こうした業績悪化により損益がマイナスに転じたことから2004年（平成16年）の会社分割後に行われていた利子などの返済も滞って返済猶予を受け、約35億円を引き継いだ負債解消のめどが立たない状況に陥ることになった。
その上、三越の商号使用許諾契約が2014年（平成26年）9月末で期限を迎え、老朽化した本店建物の設備更新費用の調達の目途も立たないことから2014年（平成26年）9月21日で閉店することになった。
この百貨店事業の存続断念に伴って三越伊勢丹ホールディングスと締結している営業権を一括償却するなど約16.15億円の特別損失を計上したため、2014年（平成26年）2月期末に約11億6587万円の債務超過となった。
2014年（平成26年）9月21日に午後7時40分過ぎに閉店し、その歴史に終止符を打った。

### リウボウへの事業譲渡へ
2014年（平成26年）5月30日に開催された第16期定時株主総会で百貨店事業の終了と空港売店やJALコーチショップ、豊崎マイキッチンの3事業と百貨店店舗跡での事業をリウボウインダストリーが継承することが承認された。このため、2014年（平成26年）9月22日以降も上記の3事業は継続することになった。
なお、このリウボウインダストリーへの事業継承などの交渉は金融機関が主導して行われ、（2代目）沖縄三越の法人は存続し、同年10月から「リウボウ商事」に社名を変更し新たな体制で営業することになった。
百貨店跡地は「HAPINAHA（ハピナハ）」として2015年3月12日に再オープン。キーテナントとして吉本興業との提携により「よしもと沖縄花月」「沖縄おもろおばけ屋敷」の2施設を開設。しかし2017年6月末に閉館された。すぐに再開発を行う予定だったが、土地所有者との合意が得られず、当分は別法人（ユイマーケット）が2018年12月より琉球王国市場として運営し、テナントが入居する。合意が得られたのちに再開発を行う予定。しかし、琉球王国市場も運営会社の破綻などから2019年9月7日に閉店した。2020年2月1日、地下と地上1階を4区画に分けて32店舗が入居する「国際通りのれん街」としての食の集合体が再オープンし、1日約平均2000人を超える来場者がいる国際通りの新たなランドマークとなった。だが、ビル所有者であるリウボウが取り壊して新しいビルに建て替える事を決定。2025年3月23日を最後に閉店、三越閉店後は沖縄唯一の地下街となっていたが、10年弱の歴史の幕を閉じる事に成った。

## 年表
- 1957年（昭和32年）
  - 6月4日 - 株式会社大越を設立[2]。
  - 8月 - 大越百貨店を開店[4]。
- 1959年（昭和34年）1月 - 那覇空港国内線旅客ターミナルビル内に出店[9]。
- 1970年（昭和45年）
  - 4月4日 - 三越と資本・業務提携で合意[2]。
  - 5月1日 本店2階に東宝系映画館「沖縄東宝劇場」が移転オープン。
  - 8月26日 - 三越が大越に対する外資導入免許証を取得[2]。
  - 10月10日 - 三越が25%を出資し、沖縄三越に名称変更[2]。
- 1973年（昭和48年）8月 - 沖縄県那覇市首里のホテル日航那覇グランドキャッスルホテル内に出店[9]。
- 1990年（平成2年）1月16日 「沖縄東宝劇場」が閉館。
- 1991年（平成3年）4月29日 - 本店を増改築してリニューアルオープン[9]。
- 1997年（平成9年）4月23日 - 沖縄県沖縄市のプラザハウスへ出店[9]。
- 2004年（平成16年）3月1日 - 会社分割により、（2代目）沖縄三越が事業を継承[9]（正確には休眠状態となっていた株式会社沖三を同日付で商号変更の上分割承継）。これは、分割前の旧法人が実質経営破綻の状態にあったため、百貨店を存続させる目的で行われたもの。いわゆる『新旧分離』である。分離後旧法人は清算された。
- 2007年（平成19年）9月1日 - 沖縄県豊見城市の豊崎ライフスタイルセンターTOMITON（とみとん）内に豊崎マイキッチンを出店[14]。
- 2008年（平成20年） - ホテル日航那覇グランドキャッスル店を閉店。
- 2012年（平成24年） - プラザハウス店を閉店。
- 2014年（平成26年）
  - 5月19日 - 経営不振のため、同年9月21日を以って閉店することが発表された[11][21]。その後はリウボウインダストリーにより、若者向けエンターテインメント施設に改装される[22]。
  - 9月21日 - 午後7時40分過ぎに閉店[10]。
  - 10月 - （2代目）沖縄三越が「リウボウ商事」に社名を変更[10]。

## 店舗

### 本店
那覇市の繁華街である国際通りにある百貨店。
1991年（平成3年）4月29日に増築した新館を既存の旧館と一体的に運営する形で増床して新装開店した。

### 豊崎マイキッチン
- 住所：〒901-0225 沖縄県豊見城市豊崎1番441号[1]

大型商業施設「豊崎ライフスタイルセンターTOMITON（とみとん）」内に出店している郊外型食品スーパー。店舗面積は約1,100m2。

### 空港売店
- 住所：〒901-0142 沖縄県那覇市鏡水150番地[1]

那覇空港内に出店。

### JALコーチショップ
- 住所：沖縄県那覇市

ホテルJALシティ那覇内に出店。

### 過去に存在した店舗
ホテル日航那覇グランドキャッスル店（1973年（昭和48年）8月開店 - 2008年（平成20年）閉店）
- 住所：〒903-0825 沖縄県那覇市首里山川町一丁目132番1号

ホテル日航那覇グランドキャッスルホテル内に出店。
プラザハウス店（1997年（平成9年）4月23日開店 - 2012年（平成24年）閉店）
- 住所：〒904-0023 沖縄県沖縄市久保田三丁目1番12号

プラザハウス内に出店。

## その他
前身である「大越百貨店」という名称は、創業者である大城鎌吉が東京日本橋の三越本店で買い物をした際、接客態度の良さにあやかって命名したものである。県外の大手百貨店が続々と提携話を持ちかける中、余り条件が良くなかった三越と提携を結び、傘下に入ったのはそのような事情のためである。